# Spreading the Disease
Spreading the Disease (на български език – Разпространение на болестта) е вторият студиен албум на американската траш/спийд метъл банда Антракс. Той е и първи с новия вокалист Джоуи Беладона и басиста Франк Бело.
Смените в състава спомагат за сплотяването на квинтета за първата им тава под шапката на новия им лейбъл Island Records. Тандемът между китаристите Скот Ян и Дан Спиц е много стегнат, определящ специфичния енергичен и агресивен звук на всяка една от песните. „Spreading the Disease“ съдържа едни от най-добрите и обичани песни на групата.

## Списък на песните
| 1. | A.I.R.               | 5:45 |
| 2. | Lone Justice         | 4:36 |
| 3. | Madhouse             | 4:19 |
| 4. | S.S.C./Stand or Fall | 4:08 |
| 5. | The Enemy            | 5:25 |

| 6. | Aftershock          | 4:28 |
| 7. | Armed and Dangerous | 5:43 |
| 8. | Medusa              | 4:44 |
| 9. | Gung-Ho             | 4:34 |

## Музиканти
- Джоуи Беладона – вокал
- Дан Спиц – китари
- Скот Ян – китари
- Франк Бело – бас
- Чарли Бенанте – барабани